# Adolf Sandberger
Adolf Wilhelm August Sandberger, född 19 december 1864 i Würzburg, död 14 januari 1943 i München, var en tysk musikvetare, författare och tonsättare. Han var son till Karl Ludwig Fridolin von Sandberger.
Sandberger studerade vid kungliga musikskolorna i Würzburg och i München samt för Philipp Spitta i Berlin, blev filosofie doktor 1887, genomförde omfattande studieresor och blev 1900 extra ordinarie och 1909 ordinarie professor i musikhistoria vid Münchens universitet. Sandberger blev 1910 ledamot av Kungliga Musikaliska Akademien i Stockholm.
Han författade bland annat Beiträge zur Geschichte der Bayerischen Hofkapelle unter Orlando di Lasso (3 band, 1894-1895), en kortare biografi över Lasso (1894) och Zur Geschichte des Haydnschen Streichquartetts (1899), redigerade monumentalupplagan av Lassos tonverk och Denkmäler der Tonkunst in Bayern (1900-) samt framträdde som kompositör i modern stil med operan Ludwig der Springer (1895), några symfoniska dikter, stråkkvartetter och annan kammarmusik, orkester- och pianostycken, körer och solosånger.